# Alstroemeria radula
Alstroemeria radula este o specie de plante monocotiledonate din genul Alstroemeria, familia Alstroemeriaceae, descrisă de Dusen. Conform Catalogue of Life specia Alstroemeria radula nu are subspecii cunoscute.